# Яруро
Яру́ро (yaruro; самоназва пуме / Pume; чірікоа / chiricoa) — індіанське плем'я, яке проживає на заході Венесуели, на берегах річки Капанапаро, та на сході Колумбії. Їх мова належить до ізольованих мов або ж її включають до андійсько-екваторіальної філії. Віруючі — в основному католики. Зберігаються традиційні вірування. Чисельність народу — приблизно 32 000 осіб (2005), з яких у Колумбії 23 000, у Венесуелі 8 500 осіб.
Займаються полюванням на крокодилів, черепах, рибальством, також збиранням їстівних рослин та молюсків, землеробством. Ремесла: гончарство, плетіння кошиків. Традиційне житло — вітровий заслін з гілок з листям (в сухий сезон) або півсферичний курінь.
У яруро зберігаються яскраві пережитки материнського роду, які проявляються в поділі племені на дві матрилінійні фратрії та в існуванні у них великих материнських домогосподарств.
Поширені чоловіче і жіноче шаманство, міфи про Велику Матір і її синів Ягуара і Водяного Змія. Яруро зазнали значної акультурації.